# Allery
Allery é uma comuna francesa na região administrativa de Altos da França, no departamento de Somme. Estende-se por uma área de 13,07 km². Em 2010 a comuna tinha 807 habitantes (densidade: 61,7 hab./km²).